# موش بینی‌دراز زبرمو
موش بینی‌دراز زبرمو (نام علمی: Oxymycterus hispidus) نام یک گونه از سرده موش‌های بینی‌دراز است.